# Fé

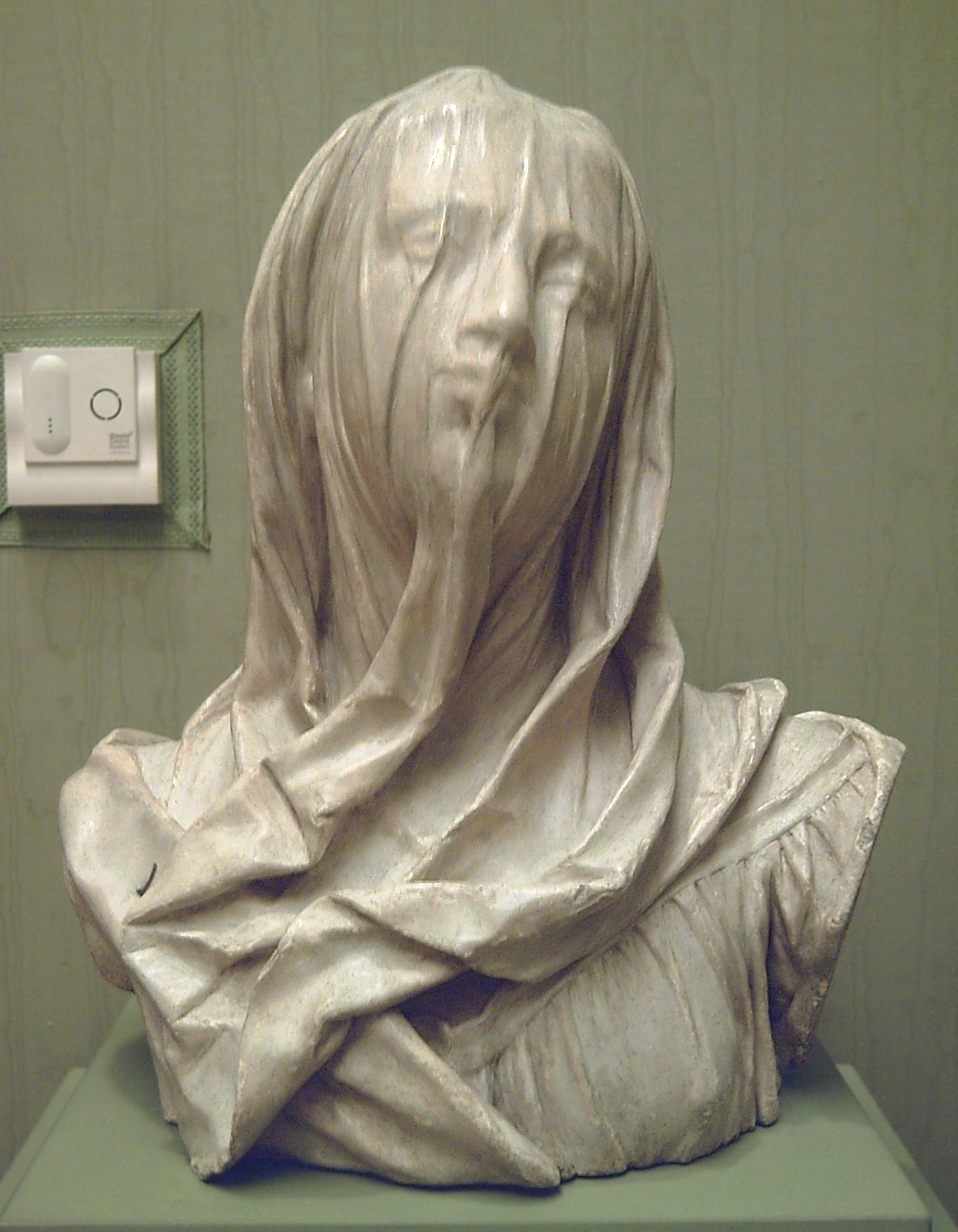
Escultura Alegoria da fé, de L.S. Carmona (1752–1753). O véu simboliza a impossibilidade de se conhecer diretamente as evidências.

Fé (do Latim fide) é a adesão de forma incondicional a uma hipótese que a pessoa passa a considerar como sendo uma verdade sem qualquer tipo de prova ou critério objetivo de verificação, pela absoluta confiança que se deposita nesta ideia ou fonte de transmissão. A fé acompanha absoluta abstinência de dúvida pelo antagonismo inerente à natureza destes fenômenos psicológicos e da lógica conceitual. Ou seja, é impossível duvidar e ter fé ao mesmo tempo. A expressão se relaciona semanticamente com os verbos crer, acreditar, confiar e apostar, embora estes três últimos não necessariamente exprimam o sentimento de fé, posto que podem embutir dúvida parcial como reconhecimento de um possível engano. A relação da fé com os outros verbos, consiste em nutrir um sentimento de afeição, ou até mesmo amor, por uma hipótese a qual se acredita, ou confia, ou aposta ser verdade.
Portanto, se uma pessoa acredita, confia ou aposta em algo, não significa necessariamente que ela tenha fé. Diante dessas considerações, embora não se observe oposição entre crença e racionalidade, como muitos parecem pensar, deve-se atentar para o fato de que tal oposição é real no caso da fé, principalmente no que diz respeito às suas implicações no processo de aquisição de conhecimento, que pode ser resumida à oposição direta à dúvida e ao importante papel que essa última desempenha na aprendizagem. É possível nutrir um sentimento de fé em relação a uma pessoa, um objeto inanimado, uma ideologia, um pensamento filosófico, um sistema qualquer, um conjunto de regras, um paradigma popular social e historicamente instituído, uma base de propostas ou dogmas de uma determinada religião. Tal sentimento não se sustenta em evidências, provas ou entendimento racional (ainda que este último critério seja amplamente discutido dentro da epistemologia e possa se refletir em sofismos ou falácias que o justifiquem de modo ilusório) e portanto, alegações baseadas em fé não são reconhecidas pela comunidade científica como parâmetro legítimo de reconhecimento ou avaliação da verdade de um postulado.
É geralmente associada a experiências pessoais e herança cultural podendo ser compartilhada com outros através de relatos, principalmente (mas não exclusivamente) no contexto religioso, e usada frequentemente como justificativa para a própria crença em que se tem fé, o que caracteriza raciocínio circular. A fé se manifesta de várias maneiras e pode estar vinculada a questões emocionais (tais como reconforto em momentos de aflição desprovidos de sinais de futura melhora, relacionando-se com esperança) e a motivos considerados moralmente nobres ou estritamente pessoais e egoístas. Pode estar direcionada a alguma razão específica (que a justifique) ou mesmo existir sem razão definida. E como mencionado anteriormente, também não carece absolutamente de qualquer tipo de argumento racional.

## Contexto Social
A expressão "fé" pode assumir diferentes conotações que se afastam parcialmente do significado original a depender do contexto quando empregadas pelo discurso coloquial ou técnico, como por exemplo, o legislativo: garantir, por encargo legal, a verdade ou a autenticidade do texto de um documento ou de um relato, de uma assinatura etc. Logo, no contexto social, podemos identificar algumas variações semânticas da expressão, tais como:

### Má-fé
Designa-se má-fé quando um indivíduo, ou um grupo de indivíduos, age intencionalmente com o interesse de prejudicar alguém. Como exemplo poderíamos citar uma propaganda enganosa, um contrato desonroso, entre outros.

### Boa-fé
Designa-se boa-fé quando alguém age de maneira honrosa e com boa conduta, quando faz o possível para cumprir seu dever. Quando é honrada, honesta, não engana, não age com dolo.

### Fé pública
Presunção legal de autenticidade, verdade ou legitimidade de ato emanado de autoridade ou de funcionário devidamente autorizado, no exercício de suas funções. Tudo o que for registado possui fé pública. O registador age em nome do Estado quando usa a expressão dou fé, significando que o afirmado, transcrito e certificado é verdadeiro. Visa a proteger o terceiro que contrata confiando no que o registo publica. Em sentido geral, esse princípio possibilita que o terceiro realize, de boa-fé, um negócio oneroso, passando a ter a presunção de segurança jurídica.

### Outras variações populares
Normalmente, a expressão popular dar fé significa: garantir, assegurar ou "transmitir confiança". Em termos gerais, significa "afirmar como verdade", "testificar", "autenticar", "prestar testemunho autêntico". Da mesma forma, a expressão botar fé expressa o sentimento de confiança, reconhecimento e aceitação.
Em Cabo Verde, o termo tomar fé é o mesmo que "tomar conhecimento", "notar".

## Contexto religioso

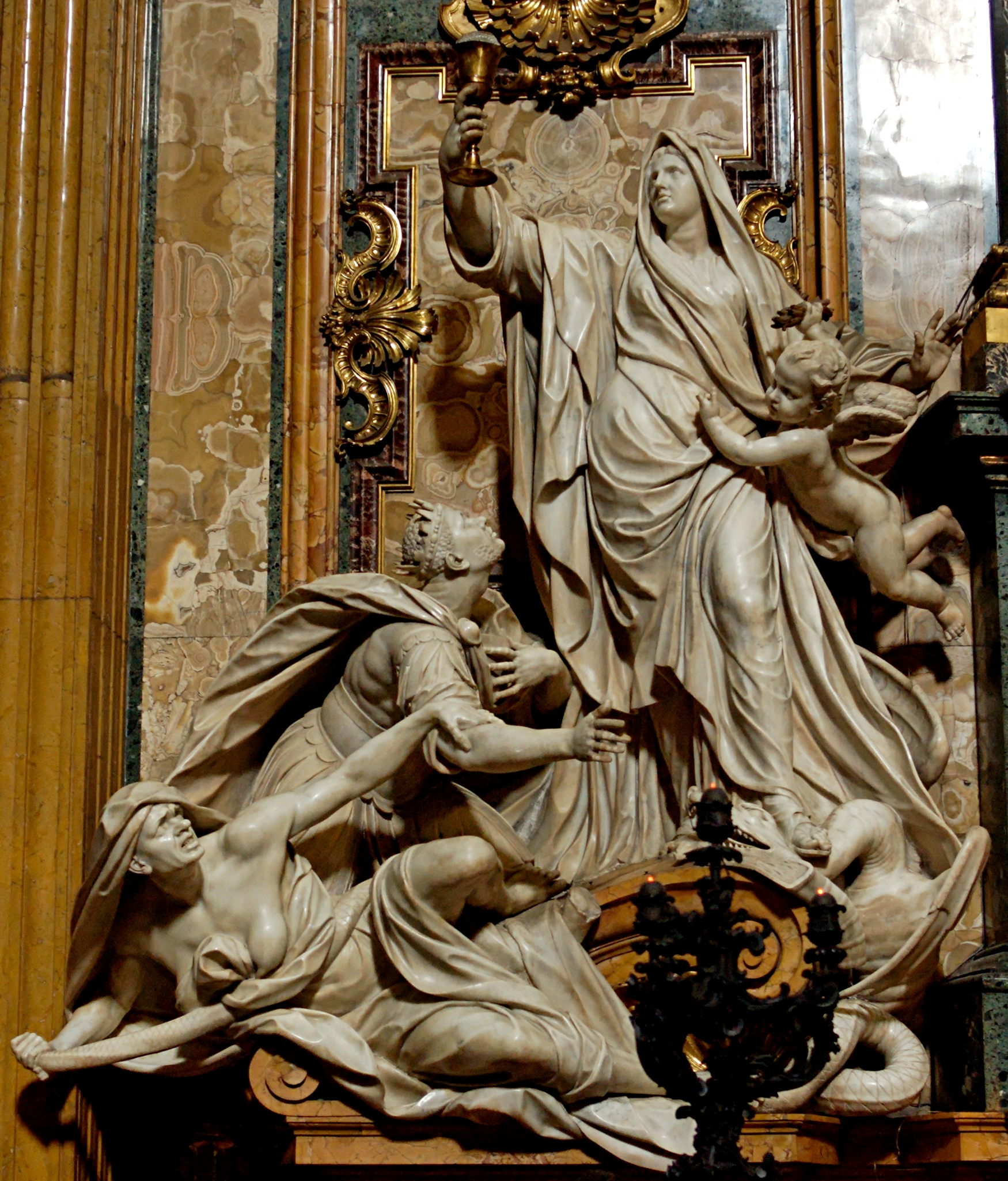
Escultura Triunfo da Fé sobre a Idolatria, de Jean-Baptiste Théodon (1646–1713)

No contexto religioso, "fé" tem muitos significados. Às vezes quer dizer lealdade a determinada religião. Nesse sentido, podemos, por exemplo, falar da "fé cristã" ou da "fé islâmica".
Para religiões que se baseiam em crenças, a fé também quer dizer que alguém aceita as visões dessa religião como verdadeiras. Para religiões que não se baseiam em credos, por outro lado, significa que alguém é leal para com uma determinada comunidade religiosa. A teologia católica define a fé como uma adesão da inteligência à verdade revelada por Jesus Cristo, conservada e transmitida aos homens pelo Magistério da Igreja.
Algumas vezes, fé significa compromisso numa relação com Deus. Nesse caso, a palavra é usada no sentido de fidelidade. Tal compromisso não precisa ser cego ou submisso e pode ser baseado em evidências de carácter pessoal. Outras vezes esse compromisso pode ser forçado, ou seja, imposto por uma determinada comunidade ou pela família do indivíduo, por exemplo.
Para muitos judeus, por exemplo, o Talmud mostra um compromisso cauteloso entre Deus e os israelitas. Para muitas pessoas, a fé, ou falta dela, é uma parte importante das suas identidades.
Muitos religiosos racionalistas, assim como pessoas não-religiosas, criticam a fé, apontando-a como irracional. Para eles, o credo deve ser restrito ao que é directamente demonstrado por lógica ou evidência, tornando inapropriado o uso da fé como um bom guia. Apesar das críticas, seu uso como justificativa é bastante comum em discussões religiosas, principalmente quando o crente esgota todas as explicações racionais para sustentar a sua crença. Nesse sentido, geralmente as pessoas racionais acabam aceitando-a como justificativa válida e honrosa, provavelmente devido ao uso da palavra ser bastante impreciso, e geralmente associado a uma boa atitude ou qualidade positiva. A atitude também não é incomum entre alguns cientistas, com destaque para os teístas; embora a ciência, ao menos como estipulada pelo método científico, estabeleça um método de trabalho que exclui a fé e os credos como explicações válidas para fenômenos e evidencias naturais. Em ciência as ideias devem ser testáveis e por tal falseáveis, e o status de verdadeiro atrelado a uma ideia é mantido apenas durante a ausência de fato ou evidência científica contraditórios; e obrigatoriamente mediante a existência de fato(s) ou fenômeno(s) científicos que impliquem corroboração.
Permanece um ponto merecedor de discussão saber se alguém deve ou não usá-la como guia para tomar decisões, já que essas decisões seriam totalmente independentes das de outras pessoas e muitas vezes contrárias às delas, gerando consequências potencialmente danosas para o indivíduo e para a sociedade de que faz parte. Um exemplo de consequências danosas, curiosamente também fornecido por pessoas que aceitam o uso da fé (em seus casos particulares), são os ataques terroristas, onde a suposição de que a fé é um motivo válido para a crença e a admissão de que o terrorista pode alegar a fé como justificativa do atentado deixam, patentes, a gravidade do problema.

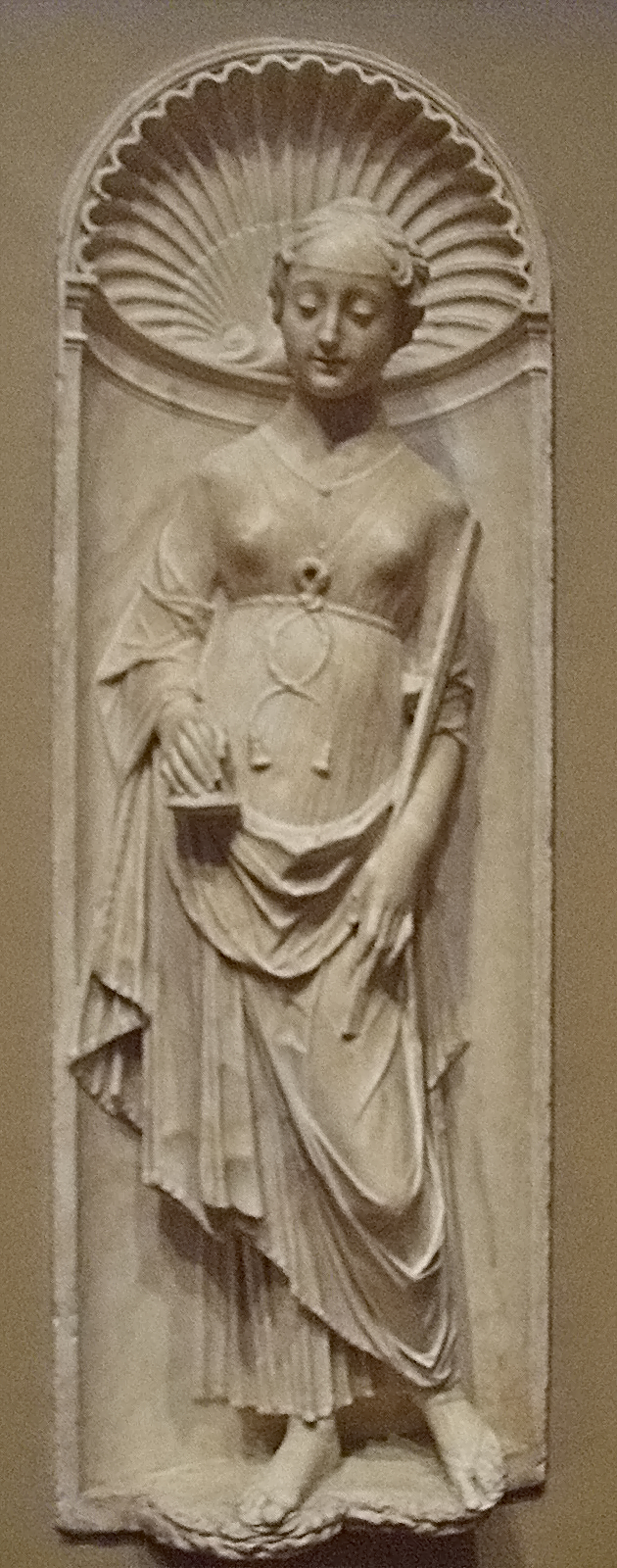
Escultura Fé, de Mino da Fiesole

### Fé em Deus
Algumas vezes, fé pode significar acreditar na existência de Deus. Para pessoas nesta categoria, "Fé em Deus" simplesmente significa "crença de alguém em Deus".
Muitos Hindus, Judeus, Cristãos e Muçulmanos alegam existir evidência histórica da existência de Deus e sua interação com seres humanos. No entanto, uma parte da comunidade de historiadores e especialistas discorda de tais evidências. Segundo eles, não há necessidade de fé em Deus no sentido de crer contra ou a despeito das evidências; eles alegam que as evidências naturais são suficientes para demonstrar que Deus certamente existe, e que credos particulares, sobre quem ou o quê Deus é e por que deve-se acreditar nele são justificados pela ciência ou pela lógica. Em uma perspectiva cristã protestante, foi no sentido definido pela primeira alegação citada que desenvolveu-se, segundo seus autores, a proposta do design inteligente. Críticos, contudo, afirmam que este desenvolveu-se objetivando apoiar ambas as alegações.
Consequentemente, a maioria acredita ter fé em um sistema de crença que é, de algum modo, falso, e tem dificuldade em ao menos descrevê-lo. Isso é disputado, embora, por algumas tradições religiosas, especialmente o hinduísmo, que sustenta a visão de que diversas "fés" diferentes são só aspectos da verdade final que diversas religiões têm dificuldade de descrever e entender. Essa tradição diz que toda aparente contradição será entendida uma vez que a pessoa tenha uma experiência do conceito Hindu de moksha.
Para a ciência, embora o então defendido credo e não necessariamente fé em Deus (ou outra deidade) possa vir a mostrar-se plenamente compatível com as evidências encontradas no mundo natural, tais evidências não são suficientes para garantir ou mesmo implicar a hipótese de Sua(s) existência(s) como certa. A definição mais difundida de Deus, aos olhos da ciência, faz-se por sentença constitutiva notoriamente e certamente não testável frente aos fatos naturais; e por tal é com elas sempre compatível, seja qual for a evidência ou fenômeno, dadas a onipotência e transcendência de Deus em sua definição tradicional. A não falseabilidade ou não testabilidade atreladas às definições de Deus  (e demais deidades) bem como aos fenômenos sobrenaturais, não obstante justapostas às transcendências postuladas de tais seres ou eventos causais, são responsáveis pelos Deus(es), deidades ou causas sobrenaturais não figurarem como elementos ou hipóteses válidos no escopo científico propriamente dito. A ciência segue, em decorrência, o método científico e o naturalismo metodológico. E nesses termos, design inteligente não é ciência; e Deus encontra suporte apenas na fé.
Finalmente, alguns religiosos — e muitos dos seus críticos —, frequentemente, usam o termo "fé" como afirmação da crença sem alguma prova e até mesmo apesar de evidências do contrário. Muitos judeus, cristãos e muçulmanos admitem que pode ser confiável o que quer que as evidências particulares ou a razão possam dizer da existência de Deus, mas que não é essa a base final e única de suas crenças. Assim, nesse sentido, "fé" pode ser: acreditar sem evidências ou argumentos lógicos, algumas vezes chamada de "fé implícita". Outra forma desse tipo de fé é o fideísmo: acreditar-se na existência de Deus, mas não deve-se basear essa crença em outras crenças; deve-se, ao invés, aceitar isso sem nenhuma razão. Fé, nesse sentido, simplesmente a sinceridade na fé, crença nas bases da crença, frequentemente é associado com Soren Kierkegaard e alguns outros existencialistas, religiosos e pensadores. William Sloane Coffin fala que fé não é aceita sem prova, mas confiável sem reserva

### Judaísmo
A teologia Judaica atesta que a crença em Deus é altamente meritória, mas não obrigatória. Embora uma pessoa deva acreditar em Deus, o que mais importa é se essa pessoa leva uma vida decente. Os racionalistas Judeus, tais como Maimónides, mantêm que a fé em Deus, como tal, é muito inferior ao aceitar que Deus existe através de provas irrefutáveis.

#### Na Tanakh
Na Bíblia Hebraica, a palavra hebraica emet ("fé") não significa uma crença dogmática. Ao invés disso, tem uma conotação de  fidelidade (da forma passiva "ne'eman" = "de confiança" ou "confiável") ou confiança em Deus e na sua palavra. A Bíblia hebraica também apresenta uma relação entre Deus e os filhos de Israel como um compromisso. Por exemplo, Abraão argumenta que Deus não deve destruir Sodoma e Gomorra e Moisés lamenta-se por Deus tratar os Filhos de Israel duramente. Esta perspectiva de Deus como um parceiro com quem se pode pleitear é celebrada no nome "Israel," que vem da palavra Hebraica para "lutar".

### Cristianismo
A fé cristã baseia-se em acreditar que Cristo morreu e ressuscitou, ao terceiro dia, para o pagamento de uma dívida que todos os seres humanos individualmente teriam com Deus. Esta dívida estaria atrelada aos pecados humanos (inveja, falta de amor, adultério, mentiras, assassinatos, entre outros). Dessa forma, a fé Cristã é baseada na crença de que Jesus Cristo ao morrer e ressuscitar anulou os pecados da humanidade que a levariam inevitavelmente ao inferno. A rigor, como demonstrado no livro bíblico de Romanos, nenhum ser humano seria capaz de não cometer algum pecado, ou seja todos os humanos estariam em dívida com a justiça divina. Portanto, o Cristianismo se estrutura na ideia do perdão de pecados, e este perdão tem de ser aceito pelo devoto, caso contrário ele passa a ignorar o sacrifício de Cristo na cruz. Isto porque não aceitar o perdão de Deus, dado por meio da morte de Jesus Cristo, significaria incredulidade, passível de punição eterna no inferno. Assim, para ser aceitável a Deus, é necessário exercer fé em Jesus Cristo, e isto torna possível obter uma condição justa perante Deus.
“Ora, a fé é a certeza das coisas que se esperam a convicção dos fatos que não se veem. Pois, pela fé, os antigos obtiveram bom testemunho. Pela fé, entendemos que foi o universo formado pela palavra de Deus, de maneira que o visível veio a existir das coisas que não aparecem” (Hb 11:1-3)
A definição acima consta no livro de Hebreus, parte do Novo Testamento, e foi escrito para os que seguiam a Cristo, aos que ainda eram incrédulos porém tinham algum conhecimento e aceitação da doutrina e ainda, ao grupo de incrédulos que tinham sido chamados a entregar suas vidas a Cristo mas optaram por rejeitá-lo.
Desde os primeiros tempos, os cristãos sofriam muita perseguição e perigo de morte. Desse ponto de vista, podemos perceber que a definição acima tenta ilustrar aos leitores que aqueles que acreditavam no evangelho estavam pagando um preço, confiando em algo futuro, uma esperança que fugia ao entendimento comum, e estavam além de uma base puramente racional, que surgia em consequência de uma experiência com Deus, o Senhor, e que fazia valer a pena correr todo o risco, ou dar suas vidas à missão.
Ao contexto cristão, a Fé é o ponto de partida do início de uma vida com Deus, pois ao ouvirem falar sobre o evangelho ou sobre Jesus Cristo, e acreditarem nele, passam a buscar conhecimento da Sua Palavra, alcançando aceitação intelectual e por fim, a obediência. Muito além dos dez mandamentos, a bíblia traz constantes recomendações de boa conduta para uma vida fraterna e afirmativas sobre o que agrada ou não a Deus.
A bíblia utiliza o termo Fé para definir a crença na existência em Deus, aceitação de que alguém havia sido de fato enviado por Deus (muitos eram falsos cristãos e era preciso ter discernimento), confiança de que a oração estava sendo ouvida por Deus, alívio de  sentirem-se perdoados de seus pecados após se converterem, e ainda a crença de que os cristãos são herdeiros pela fé de Abraão.
Em contrapartida sobre os pontos de vista convencionais, Anselmo de Cantuária diz, em suas obras Monologion (o monólogo) e Proslogion (o Proslógio), queria mostrar que aquilo que cremos sobre a essência de Deus e suas Pessoas, excetuando a encarnação, pode ser demonstrado, sem recurso à Bíblia, com razões necessárias (De inc. Verbi, 6). Em sua obra sobre a encarnação, Cur Deus homo? (Porque Deus foi um homem?), manifesta o desejo de provar a impossibilidade da redenção sem Cristo, isto é, sem recorrer à revelação. Tamanha confiança na razão só reencontraremos mais tarde em Hegel. A fé de seres racionais quer compreender. Busca razões de plausibilidade.

#### Novo Testamento
Na Bíblia, a palavra "fé" transmite a ideia de confiança, fidúcia, firme persuasão. A fé é "o firme fundamento das coisas que se esperam e a prova das coisas que não se veem" (Hebreus 11:1), é a convicção de algo subjacente a condições visíveis e que garante uma posse futura, sendo a base de esperança para se ter convicção a respeito de realidades não vistas. Segundo Romanos 10:17 a fé vem pelo aprendizado da bíblia.
Comentando a função da fé em relação ao convênio com Deus, o escritor da Epístola aos Hebreus traduz "fé" com a mesma palavra que geralmente aparece em antigos papiros oficiais de negócios, dando a ideia que um convênio é uma troca de garantias para futuras transferências de posses descritas no contrato. Nessa visão, Moulton e Milligan sugerem a redação: "Fé é o título da ação esperada." Sintetizando o conceito, no Novo Testamento a fé é a relação sobre a autorrevelação de Deus, especialmente no sentido de confidência com as promessas e medo de ameaças que estão nas escrituras. Os escritores evidentemente supõem que os seus conceitos de fé estão enraizados nas escrituras hebraicas. No mais, os escritores do Novo Testamento igualam fé em Deus com crença em Jesus. A fé em Deus é um aspecto importante demais para quem como nós praticante da religião cristã. A verdade é que todos nós acreditamos e colocamos nossa fé em alguma coisa. Judas 1:20 “Mas vós, amados, edificando-vos a vós mesmos sobre a vossa santíssima fé, orando no Espírito Santo.”
Ainda de acordo com a Bíblia, sem a fé é impossível agradar a Deus, "porque é necessário que aquele que se aproxima de Deus creia que ele existe, e que é galardoador dos que o buscam." (Hebreus 11:6) e, para quem deseja manter sua fé viva, é necessário que ela seja praticada pois "assim como o corpo sem espírito está morto, assim também a fé sem obras é morta." (Tiago 2:26)

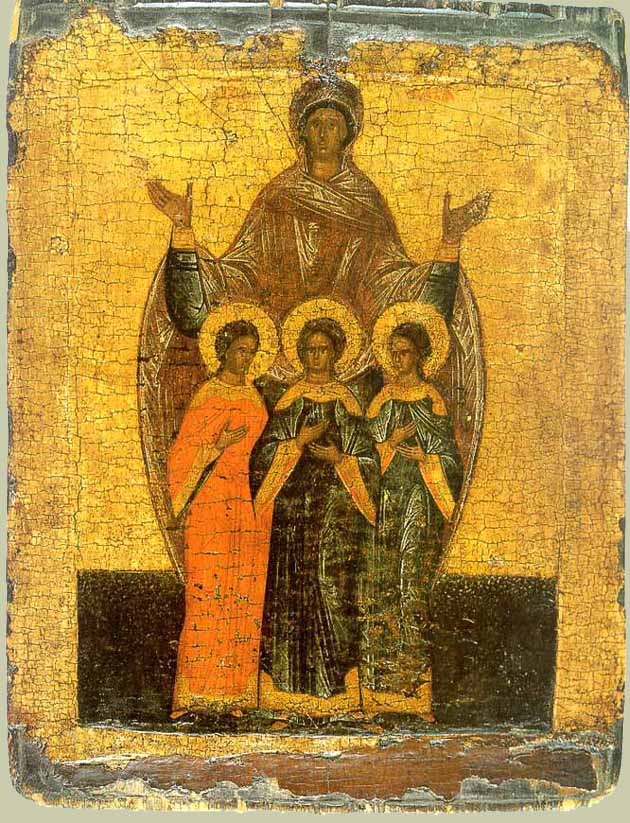
Ícone russo do século 16 mostrando a mártir Sofia e suas três filhas: fé, esperança e caridade
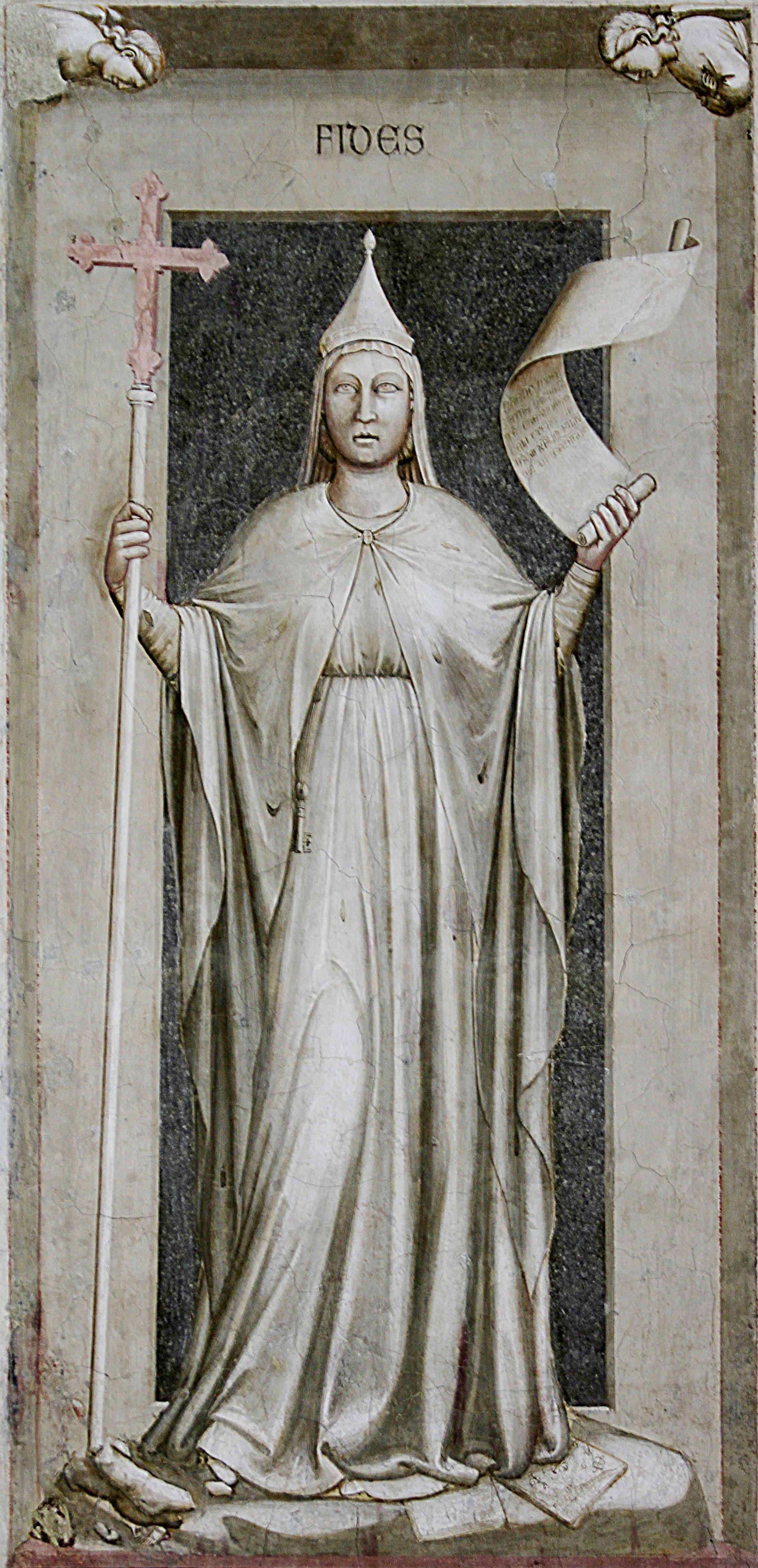
Pintura "Fé", de Giotto, na Cappella degli Scrovegni, em Pádua

#### Catecismo da Igreja Católica
Segundo o Compêndio do Catecismo da Igreja Católica (CCIC), a fé "é a virtude teologal pela qual cremos em Deus e em tudo o que Ele nos revelou e que a Igreja nos propõe para acreditarmos, porque Ele é a própria Verdade. Pela fé, o homem entrega-se a Deus livremente. Por isso, o crente procura conhecer e fazer a vontade de Deus, porque "a fé opera pela caridade" (Gálatas 5:6).

#### Catecismo de Westminster
Nas palavras do Catecismo de Westminster: "Fé em Jesus Cristo é a graça da salvação, por meio da qual nós recebemos e sobre ele repousamos para a salvação, como ele é ofertado para nós no evangelho". O objeto da fé salvadora é toda a revelação da palavra de Deus. O ato especial de fé que une a Cristo tem, como seu objeto, a pessoa e o trabalho do Senhor Jesus Cristo. Esse é o ato específico de fé de que um pecador é justificado perante Deus.